# Argumentum ad populum
Argumentum ad populum (apelo à multidão) é uma expressão latina que define um raciocínio falacioso que consiste em dizer que determinada proposição é válida ou boa simplesmente porque muitas pessoas (ou a maioria delas) a aprovam. Também chamado de apelo à quantidade, o argumento é inválido pois nada garante que algo seja verdadeiro ou correto apenas pela sua popularidade.

## Estrutura lógica
- Muitas pessoas (ou a maioria das pessoas) acreditam que a proposição A é verdadeira.
- Logo, a proposição A é verdadeira.

ou
- Muitas pessoas (ou a maioria das pessoas) acreditam que a proposição A é falsa.
- Logo, a proposição A é falsa.

## Exemplos
- "A maioria das pessoas acredita em alienígenas, portanto eles existem."
- "A maioria das pessoas acredita em Deus, portanto ele deve existir."
- O apelo ao jargão "A voz do povo é a voz de Deus" também consiste na aplicação desta falácia.
- "Se algo é popular, significa que este algo é objetivamente bom."